# 陈若琳
陈若琳（1992年12月12日—），江苏南通人，中华人民共和国前女子跳水運動員，五枚奧運會金牌獲得者，教練任少芬。2006年，她以14歲之齡出戰跳水世界杯，旋即與賈童合作贏得女子雙人10米高台金牌，首度登上世界冠軍寶座。兩年後的北京奥运会，她又成功包辦10米高台單人及雙人項目兩面金牌；其中的單人項目決賽，她在承受巨大壓力下，冷靜完成最後一跳、5253B（向后翻腾两周半转体一周半屈体）的動作，四名裁判给予她10.0分滿分；三名裁判给予她9.5分；在拿下全场最高分的100.30分後，她亦以總分447.70分反超加拿大選手埃米莉·埃曼斯，获得金牌。
在2008年北京奥运会跳水比赛中, 中国跳水队跳水运动员陈若琳在女子单人、双人跳台比赛中为中国代表团夺得两块金牌，这样优异的成绩与主管陈若琳的教练任少芬的长年努力工作密 不可分。 女子跳台曾是中国跳水队的传统优势项目。 1984年，周继红为中国跳水队获得的第一块奥运金牌便是这一项目，但是在悉尼和雅典奥运会上，中国已两次丢失这块金牌，说明女子跳台的金牌争夺非常激烈，在北京奥运会 上重新夺回这块金牌对中国跳水队来说具有特别重要的意义。
陈若琳自此成為中国跳水“梦之队”不可或缺的一員，更曾獲選国际泳联2010年度最佳女子跳水运动员；而她與搭檔王鑫、汪皓更是合作無間，在各大小赛事的雙人項目中難逢敵手。
2011年，陈若琳在世界游泳錦標賽中，首度包攬10米高台單人及雙人項目的金牌，成為首位在奧運會、世界游泳錦標賽及跳水世界盃的女子10米高台单人和双人项目中全部奪冠，成功实现「大满贯」的跳水選手，金牌數目更超越師姐伏明霞，成為「夢之隊」女子高台的新王者。2012年，陈若琳在倫敦奥运会成功卫冕10米高台單人及雙人項目，以四面金牌與名將伏明霞、郭晶晶和吴敏霞並列中国跳水队金牌榜榜首，更成為中国代表团在奥运史上的第200枚金牌得主。2013年当选第十二届全国人大代表，是当届代表中最年轻的。2016年，陈若琳在里約奥运会成功卫冕10米高台雙人項目，再進一步收獲個人的奥运第5金，成為中国最年轻的奥运“五金王”。

## 簡歷

### 早年及出道
陈若琳自幼体弱，经常生病，爷爷和奶奶为提高她的体质，遂在4岁時送她到江苏省南通市儿童业余体校接受訓練，跟隨教練高峰學習跳水。兩年後，她便被选拔到省少儿体校，成为短期代培生。
1999年夏天，陈若琳備戰江苏省少儿跳水比赛，卻在训练中意外受傷，右肘关节脱臼；但为了抓紧时间训练，教练在兩周後就提早替她拆下石膏，並采用非常规手段加速治療。最终，她如願参加比赛，更贏得儿童丙组全能第四名，並在一年后成为省少儿体校的正式队员。
2003年，年僅11岁的她在全国少儿跳水赛上橫掃三面金牌；一年後，她更在全国跳水锦标赛「越級」挑戰，與李婷、劳丽诗等名将同場競技，夺得10米跳台的第5名。她在全国赛的出色表现馬上引起中国国家跳水队教練周继红注視，並在2004年底讓她入选“梦之队”。

### 入选国家队
由於国家队中高手眾多，陈若琳在進隊初期並没有国际比赛机会；直至2006年初，国家队公布国际大奖赛参赛名单，14岁她才首度榜上有名。
惟初次走上国际舞台的陈若琳旋即大放異彩，在她首個參與的国际大奖赛－澳大利亚站，她便聯同蒋李双击败包括奥运冠军尚特勒·纽伯里在内的强手，勇奪双人10米跳台冠軍；半个月后，她再和队友在德国站折摘冠。同年4月下旬，陈若琳又和贾童贏得大奖赛中国站双人10米跳台冠軍，更在其后的加拿大、美国两站大奖赛，成功奪冠。在短短出道国际賽的半年间，陈若琳在双人10米跳台项目保持不败，连取了五个冠军。 
同年，陈若琳以替补身分顶替了袁培琳出戰跳水世界杯，跟贾童合作一举贏得了女子双人10米跳台的冠军。然而，在其後的多哈亚运会和2007年世界游泳錦標賽中，陈若琳在单人项目皆不敵隊友王鑫，屈居亞軍，令她承受巨大的压力。

### 出戰北京奧運
2008年8月，陈若琳代表中国出戰北京舉行的奥林匹克运动会跳水比賽女子10米高臺及雙人10米高臺賽事。
在率先進行的女子雙人10米高臺比賽中，陈若琳与搭档王鑫从第一轮到最后一轮，都穩佔第一的位置。最終，她們以总分363.54分的绝对优势贏得金牌，这亦是中国跳水队连续三次蝉联這個項目的金牌。
其後進行的女子10米高臺比賽決賽中，陈若琳在落後的情況下，承受巨大壓力冷靜完成最後一跳，七名裁判當中有四名給予她10.0分滿分；在拿下全場最高分的100.30分後，她亦以總分447.70分壓倒加拿大的埃米莉·埃曼斯及隊友王鑫，奪得金牌；助中国跳水队繼1996年亞特蘭大奧運會“跳水女皇”伏明霞奪得金牌後，时隔12年重获该项目金牌，亦成為首位在同一屆奧運會包辦10米高台單人及雙人項目金牌的中國運動員。

### 實現大滿貫
2009年7月，陈若琳出戰意大利羅馬舉行的世界游泳錦標賽跳水比賽，在女子雙人10米高臺比賽中與王鑫合作以369.18分蝉联冠军；卻在單人項目爆冷不敵墨西哥的葆拉·埃斯皮诺萨，冲击大满贯失敗。
2010年6月，陈若琳在常州舉行的跳水世界盃中，意外在单人10米跳台比賽输给新秀胡亚丹；但仍能在双人10米跳台項目，与新搭档汪皓贏得金牌，彰显其雙人項目中“百搭”的特质。在同年11月舉行的廣州亞運會中，陈若琳没有參加单人项目，只在双人項目与汪皓再次夺魁。她在賽後表示，自己在北京奥运会后开始发育，身体的变化令她在跳台的表現越来越困难，她在年內的全国比赛中已开始参加跳板的竞争。
2011年7月，陈若琳出戰在上海舉行的世界游泳錦標賽跳水比賽，和汪皓搭档以总分362.58赢得女子雙人10米高臺比賽冠軍，她個人則成為首位在世锦赛该项目實現三连冠的選手。
陈若琳在近一年多来一直被小將胡亚丹力压，但在其後進行的女子單人10米跳台比賽中，她终于吐气扬眉以405.30分夺冠，成功在女子高台单人和双人项目实现「大满贯」，金牌數目更超越師姐伏明霞。

### 倫敦奧運成功衛冕
2012年7月，陈若琳代表中国出戰英國倫敦舉行的奥林匹克运动会跳水比賽女子10米高臺及雙人10米高臺賽事。在率先進行的雙人10米高臺賽事中，陈若琳與汪皓在五輪比賽後取得368.40分，以25.08分的优势壓倒墨西哥组合輕鬆夺金。在其後進行的女子10米台决赛中，她又以422.30分成功夺冠，除了成为首位在奧運10米高台跳水单人、双人项目均卫冕的運動員外，更成為中国代表团在奥运史上的第200枚金牌得主。同时，憑藉這兩枚金牌，陈若琳也以四金追平名將伏明霞、郭晶晶和吴敏霞創下的纪录，成为中国跳水队获得奥运金牌最多的选手之一，更是其中获得高台世界冠军最多的运动员。奧運會後，陈若琳表示會在2013年的全运会后才與教练仔细研究是否改项，但她個人則想继续留在跳台项目。

### 世錦賽雙人高臺四连冠
2013年7月，陈若琳出戰西班牙巴塞罗那舉行的世界游泳錦標賽跳水比賽，在女子雙人10米高臺比賽中與刘蕙瑕，以356.28分折桂，实现该项目的四连冠。然而，在其後進行的單人10米高臺比賽中，她在第四跳207C（向后翻腾三周半抱膝）時嚴重失误，只拿到59.40分，最終得388.70分，以3.45分的差距不敵小将司雅杰屈居亚军，未能完成职业生涯第二次“大满贯”。
同年8月，陈若琳代表江苏省參加遼寧瀋陽舉行的第十二届全運會，在女子10米高臺比賽中以399.30分排名第四，未能卫冕。赛后，陈若琳表示：「这个结果很正常，我觉得自己还能站在跳台上已经很伟大了，因为21岁的我跟13岁的小孩已经没有可比性。」。

### 世界杯雙人高臺五连冠
2014年7月，陈若琳出戰上海舉行的第19屆跳水世界盃女子雙人10米高臺比賽，與刘蕙瑕搭檔以总分357.66分夺冠，連續五屆奪得該項目的冠軍。赛后，陈若琳表示今后会以双人赛为重，但是如果身体状况允许的话，也希望能够有机会锻炼单人项目。

### 里約奧運收獲個人第5金
2016年8月，陈若琳代表中国出戰巴西里約熱內盧舉行的奥林匹克运动会跳水比賽，與刘蕙瑕搭檔雙人10米高台賽事。陈若琳與刘蕙瑕排在第四位出场，在前两轮的规定动作分别选择201B（向后翻腾半周屈体）和301B（反身翻腾半周屈体），两轮均取得55.80分，並以总分111.60分暂列榜首。第三轮的自选动作，她們选择了难度系数3.0的107B（向前翻腾三周半屈体），得到了79.20分，开始将分差拉开。她們在第四轮选跳的是407C（向内翻腾三周半抱膝），难度系数3.2，這一跳两人在入水时有些过了，以致水花效果不好，仅得75.84分。到最后一轮，她們稳定地完成了难度系数3.2的5253B（向后翻腾两周半转体一周半屈体），得到了87.36分，並以总分354.00分奪得金牌，除了帮助中国国家跳水队实现了该项目的五连冠外，陈若琳本人也收获個人的奥运第5金，追平吴敏霞、邹凯的中国奥运金牌紀錄。赛后，陈若琳顯得十分激動：“我觉得这四年太不容易了，因为伤病问题，就感觉是走不下去那种。现在终于坚持下来了。而且今天这场双人是我这么多年比得最紧张、最害怕的一场，压力很大，有一点恐惧的感觉。尤其是第四跳跳下来之后，这种感觉比08年那时还要更紧张”。她表示，这次很可能是她的奥运谢幕战，所以很想以完美的表现作收场。

### 宣告退役
里約奧運會後，陈若琳一再表示还没有考虑退役的问题，不過她自此就沒有再參與国家跳水队的训練。及至10月，中国跳水队领队周继红接受采访时表示，“陈若琳的颈椎有伤病，如果再坚持的话可能是怕发生一些意外的情况，奥运会顶过来其实需要很大的勇气，她也就此宣布基本上退役了。”暗示陈若琳將會因伤病而宣布退役。
隨後，有媒体报道陈若琳在2015年11月時脖子突然无法正常转动，原以为是落枕，队医也只是以按摩、针灸治理。可是，日益嚴重的疼痛致使她的技术动作完全变形，直到有一天脖子完全动不了。其後，她在天坛医院接受了兩次核磁共振檢查，经专家会诊後，發現她的颈椎3、4、5节突出，有节段性的脊髓缺血性改变。建議她不宜进行剧烈运动，因為如果再遇到严重的运动创伤，不排除有瘫痪的危险。然而，陈若琳最後還是向领队表示要坚持下去，因為还有七个月就是奥运会，要是换人根本没时间重新磨合，所以不想放弃。
2016年10月19日，陈若琳在她的微博发布了退役消息，指出自己從5岁开始练习跳水到現時24岁，19年间从不喜欢、到喜欢、到爱上跳水，但很遗憾因為颈椎的伤病困扰而无法再坚持下去，要选择退役了，並感谢各方对她的关心和支持。退役後，她將休息一段时间，然後返回中国人民大学校园，修完余下的学分。
2021年12月，陈若琳擔任全红婵和练俊杰的国家队主管教练。

## 教練評價
自2005年起擔任陈若琳教练的任少芬指出，在她刚接手的时候，陈若琳的身体条件不算突出，力量只屬一般，而脚尖和膝盖的效果也不好；但優點就是对自己要求高，训练刻苦，而且乖巧聽話、脑子灵活，不用教練指點就知道该怎么做，毫不费力便可完成改动作的要求。此外，陈若琳的比赛表现稳定，往往在逆境时也能沉得住气。
此外，在中国国家跳水队中，陈若琳是领队周继红最喜爱的弟子，队中只有她能得到领队亲自指导。周继红認為陈若琳很有伏明霞的影子，尤其讚賞她的心理素质，並認為她擁有很强的意志力，穩定是她的最大優勢。
南京体育学院运动健康科学系老师吕远远指出，陈若琳的良好心理素质是天生的，即使现场有很多观众欢呼鼓掌，她也不会受到影响，只是在想动作，致使在落后时也不会紧张。而体院院长张雄則指出，陈若琳的成績是刻苦训练的成果；即使受着年龄增大，体重和身高的变化等影響，她也能堅持節食减重，一天只吃一顿饭，曾試過多次为了控制体重而昏过去。

## 擅長動作
陈若琳的其中一個擅長動作是5253B（向后翻腾两周半转体一周半屈体），难度系数3.2(在當時難度為3.4)，屬於女子10米高台中难度最高动作之一。她曾表示自己经常在這動作拿得满分。
在多個重要賽事中，陈若琳也會選擇以這一動作來作壓軸，其中包括：2008年北京奧運會的女子10米高台決賽，她在最後一跳选择5253B，完美的發揮讓四名裁判給予她10.0分滿分，三名裁判給予她9.5分，最終拿得100.30分，总成绩反超加拿大選手海曼斯，最終以447.70分奪冠獲得金牌；2010年世界跳水系列賽青岛站10米高台決賽，她在最後一跳完美完成5253B，获得了七名裁判中六名的满分，最終以448.40分夺冠；2012年倫敦奧運會的女子10米高台決賽，她在最後一跳再次选择5253B，結果稳定發揮获得了86.40分，以总成绩422.30分成功卫冕。

## 個人生活

### 家庭
陈若琳在江苏南通出生，上有父母和一胞兄。父母在她3岁时离婚，此後母親带着哥哥移居加拿大，而若琳則跟隨外公唐诗和外婆陈桂英生活，並改跟外婆姓陈。後來，外婆將若琳过继给儿子（即若琳的舅父），陈桂英遂成了若琳的奶奶。
因接受集體訓練，陈若琳自小就要過著远离家人的日子，鮮能與家人見面，只能偶爾靠電話通訊。為了不影响陳若琳準備北京奧運比赛，家人更將其父亲患上急性肾衰竭和肾周炎病危的病情，隐瞒了接近一年，讓她可以專心作賽。

### 學業
2000年，陈若琳在进入省队后，便同時在南京体院附校部读书；至2010年，她進入中国人民大学学习，选讀自己感兴趣的公共管理系，並曾代表大学参加2011年世界大学生夏季运动会。

## 個人榮譽
2011年1月，陈若琳在国际泳联（FINA）和国际泳联《游泳世界》杂志举办的2010年度泳坛最佳评比中，当选年度最佳女子跳水运动员。
2012年8月，陈若琳與其他江苏藉的奧運金牌运动员獲省政府授予“江苏省劳动模范”称号。同年12月，她再獲《游泳世界》杂志选为年度最佳女子跳水运动员。

## 社会记录
2014年8月16日，陈若琳在家乡江苏省举办的第二届夏季青奥会开幕式上，作为最后一棒火炬手点燃主火炬。

## 主要比賽成績
只列出曾進入三甲的國際賽事成績：
| 年份   | 賽事                   | 項目         | 拍檔   | 成績   | 成績 |
| ------ | ---------------------- | ------------ | ------ | ------ | ---- |
| 2012年 | 世界跳水系列賽杜拜站   | 10米高台     | －     | 395.70 | 冠軍 |
| 2012年 | 世界跳水系列賽杜拜站   | 女雙10米高台 | 汪皓   | 344.40 | 冠軍 |
| 2012年 | 世界跳水系列賽北京站   | 10米高台     | －     | 422.55 | 冠軍 |
| 2012年 | 世界跳水系列賽北京站   | 女雙10米高台 | 汪皓   | 360.66 | 冠軍 |
| 2012年 | 世界跳水系列賽莫斯科站 | 10米高台     | －     | 391.00 | 冠軍 |
| 2012年 | 世界跳水系列賽莫斯科站 | 女雙10米高台 | 汪皓   | 343.08 | 冠軍 |
| 2012年 | 世界跳水系列賽蒂華納站 | 女雙10米高台 | 汪皓   | 350.88 | 冠軍 |
| 2013年 | 世界跳水系列賽北京站   | 10米高台     | －     | 403.75 | 冠軍 |
| 2013年 | 世界跳水系列賽北京站   | 女雙10米高台 | 刘蕙瑕 | 351.78 | 冠軍 |
| 2013年 | 世界跳水系列賽杜拜站   | 10米高台     | －     | 403.85 | 冠軍 |
| 2013年 | 世界跳水系列賽杜拜站   | 女雙10米高台 | 刘蕙瑕 | 353.04 | 冠軍 |
| 2013年 | 世界跳水系列賽莫斯科站 | 10米高台     | －     | 392.35 | 亞軍 |
| 2014年 | 世界跳水系列賽北京站   | 女雙10米高台 | 刘蕙瑕 | 347.52 | 冠軍 |
| 2014年 | 世界跳水系列賽杜拜站   | 女雙10米高台 | 刘蕙瑕 | 337.56 | 冠軍 |
| 2014年 | 世界跳水系列賽倫敦站   | 10米高台     | －     | 400.55 | 冠軍 |
| 2014年 | 世界跳水系列賽倫敦站   | 女雙10米高台 | 刘蕙瑕 | 334.14 | 冠軍 |
| 2014年 | 世界跳水系列賽莫斯科站 | 10米高台     | －     | 397.45 | 亞軍 |
| 2014年 | 世界跳水系列賽莫斯科站 | 女雙10米高台 | 刘蕙瑕 | 332.28 | 冠軍 |
| 2014年 | 世界跳水系列賽倫敦站   | 女雙10米高台 | 刘蕙瑕 | 332.88 | 冠軍 |
| 2015年 | 世界跳水系列賽北京站   | 10米高台     | －     | 423.10 | 亞軍 |
| 2015年 | 世界跳水系列賽北京站   | 女雙10米高台 | 刘蕙瑕 | 345.36 | 冠軍 |
| 2015年 | 世界跳水系列賽杜拜站   | 10米高台     | －     | 386.05 | 冠軍 |
| 2015年 | 世界跳水系列賽杜拜站   | 女雙10米高台 | 刘蕙瑕 | 324.66 | 冠軍 |
| 2015年 | 世界跳水系列賽喀山站   | 10米高台     | －     | 381.75 | 亞軍 |
| 2015年 | 世界跳水系列賽喀山站   | 女雙10米高台 | 刘蕙瑕 | 338.88 | 冠軍 |
| 2015年 | 世界跳水系列賽倫敦站   | 女雙10米高台 | 刘蕙瑕 | 332.88 | 冠軍 |
| 2016年 | 世界跳水系列賽溫莎站   | 女雙10米高台 | 刘蕙瑕 | 348.60 | 冠軍 |
| 2016年 | 世界跳水系列賽喀山站   | 女雙10米高台 | 刘蕙瑕 | 340.50 | 冠軍 |
| 2016年 | 奧林匹克運動會跳水比賽 | 女雙10米高台 | 刘蕙瑕 | 354.00 | 金牌 |

## 外部連結
- 陈若琳在国际奥林匹克委员会的资料